# Saluria
Saluria är ett släkte av fjärilar. Saluria ingår i familjen mott.

## Dottertaxa tillSaluria, i alfabetisk ordning[1]
- Saluria adenocera
- Saluria albicostella
- Saluria armeniella
- Saluria atrovenosella
- Saluria breviculella
- Saluria callirrhoda
- Saluria cancelliella
- Saluria carminella
- Saluria carnescens
- Saluria chehirella
- Saluria chejelis
- Saluria cinerella
- Saluria claricostella
- Saluria ctenucha
- Saluria desertella
- Saluria devylderi
- Saluria discopunctella
- Saluria distictella
- Saluria erodella
- Saluria erythraea
- Saluria flammella
- Saluria flavicosta
- Saluria furvella
- Saluria grammivena
- Saluria hemiphaealis
- Saluria hilgerti
- Saluria holochra
- Saluria inficita
- Saluria insignificella
- Saluria interpunctella
- Saluria jordanella
- Saluria lentistrigella
- Saluria leuconeura
- Saluria macrella
- Saluria maculivittella
- Saluria magnesiella
- Saluria mesomelanella
- Saluria minutella
- Saluria musaeella
- Saluria neftensis
- Saluria neotomella
- Saluria neuricella
- Saluria nigritella
- Saluria nilgiriensis
- Saluria nimbelloides
- Saluria ochridorsella
- Saluria opificella
- Saluria orgastica
- Saluria paranensis
- Saluria parviplumella
- Saluria pathetica
- Saluria paucigraphella
- Saluria pectigerella
- Saluria pelochroa
- Saluria pretoriae
- Saluria proleucella
- Saluria psammetalla
- Saluria pulverata
- Saluria pulverella
- Saluria pulverosa
- Saluria purpurella
- Saluria rhodoessa
- Saluria rhodophaea
- Saluria rufella
- Saluria secticostella
- Saluria semirosella
- Saluria sepicostella
- Saluria spurcella
- Saluria stereochorda
- Saluria stictophora
- Saluria subcarnella
- Saluria subcostella
- Saluria tenuicosta
- Saluria tripartella
- Saluria tripartitella
- Saluria varicosella
- Saluria violodis